# 루이지 보케리니

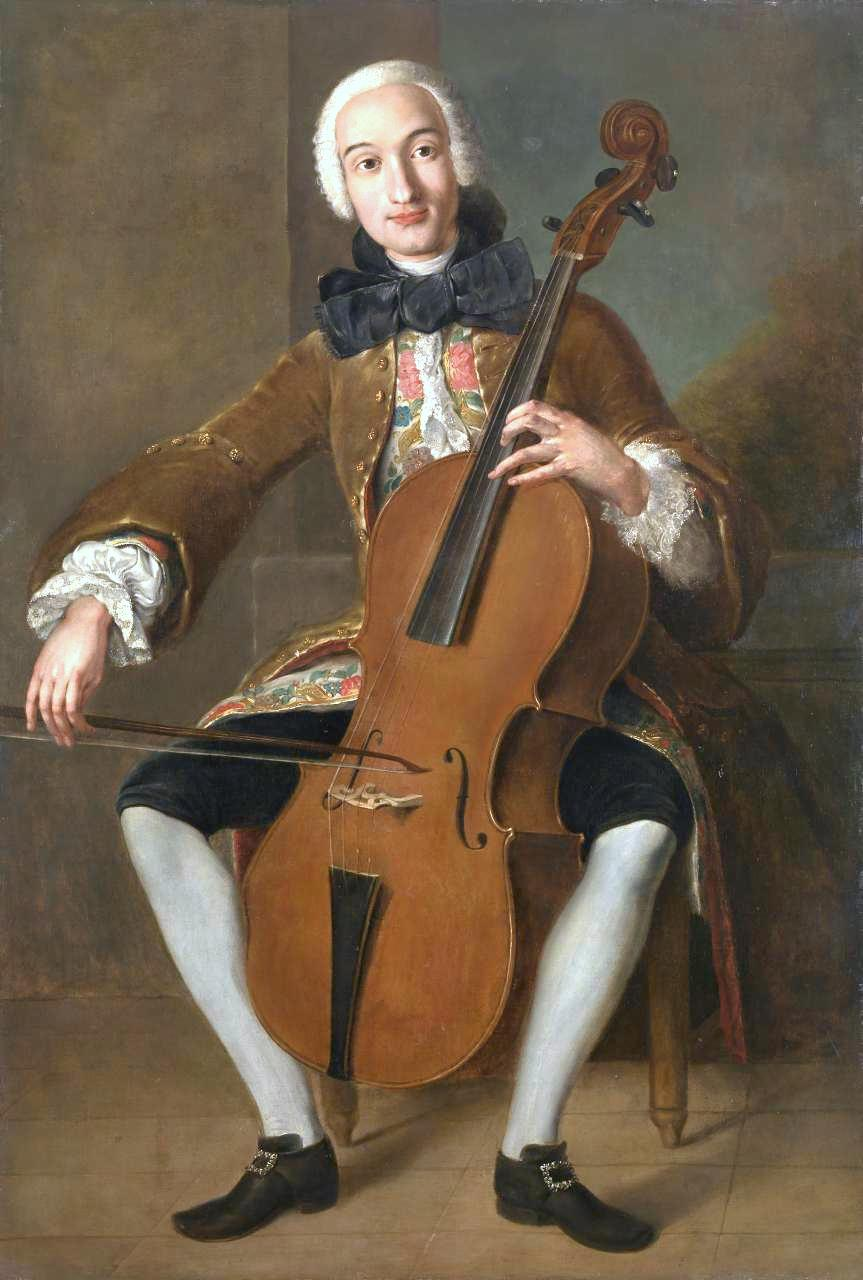
루이지 보케리니의 모습

루이지 로돌포 보케리니(이탈리아어: Luigi Rodolfo Boccherini, 1743년 2월 19일 - 1805년 5월 28일)는 이탈리아 출신의 고전시대 작곡가이자 첼로 연주자이다. 당시 유럽 음악의 주요 중심지와는 먼 곳에서 무르익은 그의 작품은 궁정풍으로 우아하고 아름다운 것이 특징이다. 보케리니의 곡 가운데 현악 오중주 E 장조, Op.11 5번의 미뉴에트 악장과 첼로 협주곡 9번 B flat 장조 (G 482)가 특히 유명하다.

## 삶
보케리니는 이탈리아 루카에서 음악가 집안의 아들로 태어났다. 첼로와 더블베이스 연주자였던 그의 아버지는 1757년에 그를 로마로 유학을 보냈다. 여러 연주 여행을 거친 뒤, 에스파냐 카를로스 3세 국왕의 동생인 돈 루이에 의해 궁정 악사로 고용되어 마드리드에 거주하게 되었다. 왕궁의 후원 아래 화려한 시절을 보냈으나, 어느날 국왕이 그의 새로운 삼중주 곡의 한 악절에 대한 불만을 이야기하며 고치도록 명령하자, 자신의 작품에 대한 국왕의 간섭에 대해 화가난 보케리니는 그 악절을 오히려 더 늘여서 붙였고, 곧 해고되고 말았다. 그의 후원자들 중에는 프랑스 총독 루시엥 보나파르트와 아마추어 첼로, 플루트 연주자였던 프로이센 왕인 프리드리히 빌헬름 2세도 있었다. 에스파냐 후원자와 두 아내, 두 딸의 죽음을 겪으면서 그는 힘든 시간을 보냈고, 1805년, 가난에 못 이겨 결핵으로 사망하였다. 그의 유족으로는 두 아들들이 있었으며, 지금도 자손이 이어지고 있다.

## 음악
그의 대부분의 실내악곡들은 하이든이 확립한 모델을 따르고 있지만, 하이든이 늘 보조해 주는 역할로만 사용하던 첼로를 종종 두드러지게 하는 등, 발전된 양식을 보여주기도 한다. 혹은, 보케리니는 물론 하이든보다도 이전에 활동하던 이탈리아 출신의 유명한 첼로 연주자였던 죠반니 바티스타 치리의 작품에서 보케리니 스타일의 원류가 보이기도 한다.
(아마도 역사상 가장) 위대한 첼로 연주자인 보케리니는 종종 바이올린 곡들을 음 높이를 조절해 첼로로 연주하기도 했는데, 이것은 연주 여행 중에 앓는 바람에 연주를 하지 못하는 바이올린 주자를 대신하기 위해 개발한 기술이었다. 첼로에 대한 이런 중시는 동시대 사람들(피에르 바일로트, 로드, 그리고 베른하르트 롬베르그 등)로부터 많은 찬사를 받게 했으며, 특히 (종종 현악 사중주가 보조하는 첼로 협주곡으로 간주되기도 하는) 두 대의 첼로를 위한 오중주 등의 작품에서 두드러진다.
그는 많은 실내악곡을 작곡했는데, 100여 곡이 넘는 두 대의 바이올린과 비올라, 두 대의 첼로(이런 구성은 당시 흔하던 두 대의 바이올린, 두 대의 비올라와 한 대의 첼로 구성과 대비되는 그가 최초로 사용한 구성이다)를 위한 현악 오중주, 전부 다 전해지고 있지는 않지만 12 곡의 기타 오중주, 그리고 백여 곡의 현악 사중주, 현악 삼중주와 소나타곡(그 중에는 최소한 19개의 첼로 소나타가 있음)들이 있다. 오케스트라를 위한 작품에는 서른 개 남짓한 교향곡과 유명한 첼로 협주곡 12 작품이 있다.
보케리니의 작품은 프랑스 음악학자 이브 제라르(1932년생)에 의해 분류되어 1969년 런던에서 출판되었으며, 따라서 "G"라는 작품 번호 기호가 붙게 되었다.
루이지 보케리니의 현악 오중주 목록을 참조할 것.

## 흥밋거리
- 대한민국의 수도권 전철에서 서울메트로가 운행하는 열차의 종착역 안내 방송에는 보케리니의 현악 오중주 E 장조, Op.11 5번 중 미뉴에트 악장이 사용되고 있다.
- 현재는 서울메트로가 자체적으로 만든 멜로디로 대체하였다.